# Campeonato Colombiano de Futebol de 2023 – Segunda Divisão
O Torneo BetPlay DIMAYOR de 2023 foi a 34.ª edição da Primera "B" / Categoria "B", competição masculina equivalente à segunda divisão do futebol profissional colombiano.
O campeão do torneio foi o Patriotas, que além do título da segundona, também assegurou uma das duas vagas para a primeira divisão do futebol profissional colombiano de 2024. Na final, o conjunto boyacense enfrentou o Fortaleza CEIF e levantou o troféu com um agregado de 3–2 (vitória em casa por 3–1 no jogo de ida; e derrota fora de casa por 1–0 no jogo de volta). O clube bogotano, vice-campeão, também conseguiu sua vaga na primeira divisão de 2024 com a melhor campanha entre todas as equipes na classificação geral da segundona de 2023.

## Visão geral
| Nome oficial do campeonato | Torneo BetPlay DIMAYOR de 2023                | Torneo BetPlay DIMAYOR de 2023                | Torneo BetPlay DIMAYOR de 2023                |
| Organizadora               | Divisão Maior do Futebol Colombiano (DIMAYOR) | Divisão Maior do Futebol Colombiano (DIMAYOR) | Divisão Maior do Futebol Colombiano (DIMAYOR) |
| Patrocinador               | BetPlay                                       | BetPlay                                       | BetPlay                                       |
| Datas                      | Torneo I                                      | Fase I (Fase Regular)                         | 2 de fevereiro — 13 de maio                   |
| Datas                      | Torneo I                                      | Fase II (Quadrangular Semifinal)              | 19 de maio — 11 de junho                      |
| Datas                      | Torneo I                                      | Fase III (Final)                              | 18 — 23 de junho                              |
| Datas                      | Torneo II                                     | Fase I (Fase Regular)                         | 20 de julho — 11 de outubro                   |
| Datas                      | Torneo II                                     | Fase II (Quadrangular Semifinal)              | 16 de outubro — 11 de novembro                |
| Datas                      | Torneo II                                     | Fase III (Final)                              | 14 de novembro — 17 de novembro               |
| Datas                      | Grande Final                                  | Grande Final                                  | 22 de novembro — 28 de novembro               |

16 equipes participam da temporada. O campeão da edição anterior da segundona, Boyacá Chicó, e o vencedor da repescagem pelo acesso, Atlético Huila, foram promovidos para a Liga BetPlay DIMAYOR (primeira divisão) da temporada de 2023 e foram substituídos no Torneo BetPlay DIMAYOR (segunda divisão) por Patriotas Boyacá e Cortuluá, que foram rebaixados da Liga BetPlay DIMAYOR de 2022.
Em 14 de dezembro de 2022, a Assembleia Geral da DIMAYOR aprovou a proposta de mudança de sede do Cortuluá de Tuluá para Yumbo, ambas no departamento de Valle del Cauca, a partir desta temporada.
Em 22 de junho de 2023, e motivado pela falta de apoio do governo e das empresas privadas locais, a diretoria do Valledupar aprovou a transferência do clube para Soacha e a mudança de denominação, efetivamente extinguindo o clube existente. A mudança foi confirmada em Assembleia Geral da DIMAYOR em 6 de julho de 2023, na qual o Real Soacha Cundinamarca foi anunciado como o novo clube substituto do Valledupar na segunda metade da temporada.

## Regulamento
O Torneo BetPlay será disputado por 16 clubes e dividido em dois torneios oficiais e independentes: Torneo BetPlay I e Torneo BetPlay II, que por sua vez, serão divididos em três fases: primeira fase, quadrangular semifinal e final. Na primeira fase, os times se enfrentam em turno único (jogos só de ida) no sistema de pontos corridos (três pontos por vitória, um por empate e zero por derrota), num total de 16 rodadas (um clube folga a cada rodada). Os oito melhores avançam para os quadrangulares semifinais, onde serão divididos em dois grupos (A e B) de quatro times cada. Os times se enfrentam dentro dos grupos em dois turnos (jogos de ida e volta), num total de 6 rodadas, e o melhor de cada grupo avança para a final. A final será disputada no sistema "mata-mata", em jogos de ida e volta.

### Promoção
A final (ou "Grande Final") do Torneo BetPlay será disputada entre o campeão do Torneo BetPlay I e o campeão do Torneo BetPlay II. O vencedor será promovido para a primeira divisão de 2024. O perdedor da final do Torneo BetPlay disputará uma repescagem (play-off) contra o melhor time na tabela acumulativa (Torneo BetPlay I e II). O vencedor desta repescagem também será promovido à divisão de elite de 2024.
Caso o perdedor da Grande Final seja o melhor classificado na tabela acumulativa (excluindo o campeão), é automaticamente promovido sem necessidade de disputar a série do repescagem. Se um clube vencer os dois torneios, será promovido diretamente à Primeira Divisão em 2024 e a segunda promoção será disputada pelos dois clubes mais bem classificados seguintes num play-off de ida e volta.

### Critérios de desempate
Em caso de empate em pontos ganhos entre 2 (dois) ou mais clubes nas fases de pontos corridos, o desempate, para efeito de classificação final, será efetuado observando-se os critérios abaixo:
1. Melhor saldo de gols;
2. Mais gols pró (marcados);
3. Mais gols pró (marcados) como visitante;
4. Menos gols sofridos como visitante;
5. Menos cartões amarelos recebidos;
6. Menos cartões vermelhos recebidos;
7. Sorteio.[4][5]

Em caso de empate em pontos ganhos nas fases de "mata-mata", o desempate será efetuado observando-se os critérios abaixo:
1. Melhor saldo de gols;
2. Disputa por pênaltis.[4][5]

## Torneio BetPlay I

### Primeira fase doTorneo BetPlay I
| Pos. | Equipes              | P  | J  | V | E | D | GP | GC | SG  |
| ---- | -------------------- | -- | -- | - | - | - | -- | -- | --- |
| 1    | Llaneros             | 32 | 16 | 9 | 5 | 2 | 19 | 10 | 9   |
| 2    | Patriotas Boyacá     | 30 | 16 | 8 | 6 | 2 | 20 | 7  | 13  |
| 3    | Cúcuta Deportivo     | 28 | 16 | 7 | 7 | 2 | 19 | 12 | 7   |
| 4    | Deportes Quindío     | 28 | 16 | 8 | 4 | 4 | 17 | 12 | 5   |
| 5    | Cortuluá             | 27 | 16 | 7 | 6 | 3 | 22 | 16 | 6   |
| 6    | Real Cartagena       | 26 | 16 | 7 | 5 | 4 | 24 | 19 | 5   |
| 7    | Fortaleza CEIF       | 25 | 16 | 6 | 7 | 3 | 20 | 15 | 5   |
| 8    | Valledupar F. C.     | 21 | 16 | 5 | 6 | 5 | 18 | 21 | −3  |
| 9    | Real Santander       | 20 | 16 | 5 | 5 | 6 | 13 | 12 | 1   |
| 10   | Leones               | 18 | 16 | 4 | 6 | 6 | 26 | 28 | −2  |
| 11   | Bogotá F. C.         | 17 | 16 | 4 | 5 | 7 | 12 | 16 | −4  |
| 12   | Barranquilla F. C.   | 17 | 16 | 5 | 2 | 9 | 18 | 24 | −6  |
| 13   | Orsomarso            | 17 | 16 | 5 | 2 | 9 | 12 | 20 | −8  |
| 14   | Tigres FC            | 15 | 16 | 4 | 3 | 9 | 7  | 13 | −6  |
| 15   | Boca Juniors de Cali | 12 | 16 | 2 | 6 | 8 | 14 | 22 | −8  |
| 16   | Atlético de Cali     | 10 | 16 | 1 | 7 | 8 | 16 | 30 | −14 |

|  | 0Classificados para o quadrangular semifinal do Torneo BetPlay I |

| Fonte: DIMAYOR (em castelhano) — Win Sports (em castelhano) — Soccerway (em português) |

### Quadrangular semifinal doTorneo BetPlay I
| Pos. | Equipes          | P  | J | V | E | D | GP | GC | SG |
| ---- | ---------------- | -- | - | - | - | - | -- | -- | -- |
| 1    | Llaneros         | 13 | 6 | 4 | 1 | 1 | 9  | 5  | 4  |
| 2    | Fortaleza CEIF   | 12 | 6 | 4 | 0 | 2 | 11 | 3  | 8  |
| 3    | Real Cartagena   | 5  | 6 | 1 | 2 | 3 | 5  | 10 | −5 |
| 4    | Deportes Quindío | 3  | 6 | 0 | 3 | 3 | 5  | 12 | −7 |

|  | 0Classificado para a final do Torneo BetPlay I |

| Fonte: DIMAYOR (em castelhano) — Win Sports (em castelhano) — Soccerway (em português) |

| Pos. | Equipes          | P | J | V | E | D | GP | GC | SG |
| ---- | ---------------- | - | - | - | - | - | -- | -- | -- |
| 1    | Patriotas Boyacá | 8 | 6 | 1 | 5 | 0 | 6  | 4  | 2  |
| 2    | Cúcuta Deportivo | 8 | 6 | 1 | 5 | 0 | 10 | 8  | 2  |
| 3    | Valledupar F. C. | 6 | 6 | 1 | 3 | 2 | 5  | 6  | −1 |
| 4    | Cortuluá         | 6 | 6 | 1 | 3 | 2 | 4  | 7  | −3 |

|  | 0Classificado para a final do Torneo BetPlay I |

| Fonte: DIMAYOR (em castelhano) — Win Sports (em castelhano) — Soccerway (em português) |

### Final daTorneo BetPlay I
| Equipe 1          | Agregado | Equipe 2  | Jogo 1 | Jogo 2 |
| ----------------- | -------- | --------- | ------ | ------ |
| Patriotas Boyacá0 | 1 — 0    | 0Llaneros | 1 — 0  | 0 — 0  |

| 18 de junho   | Patriotas Boyacá | 1 — 0     | Llaneros | Tunja                                            |  |
| 18:00 (UTC−5) | - Barragán 78'   | Relatório |          | Estádio: La Independencia Árbitro: Carlos Ortega |  |

| 23 de junho   | Llaneros | 0 — 0     | Patriotas Boyacá | Villavicencio                                   |  |
| 20:00 (UTC−5) |          | Relatório |                  | Estádio: Bello Horizonte Árbitro: Wilmar Roldán |  |

### Premiação doTorneo BetPlay I
| Torneo BetPlay DIMAYOR I de 2023                         |
| -------------------------------------------------------- |
| Patriotas Campeão Classificado para a final da temporada |

## Torneio BetPlay II

### Primeira fase doTorneo BetPlay II
| Pos. | Equipes                  | P  | J  | V  | E | D  | GP | GC | SG  |
| ---- | ------------------------ | -- | -- | -- | - | -- | -- | -- | --- |
| 1º   | Fortaleza CEIF           | 39 | 16 | 12 | 3 | 1  | 24 | 9  | 15  |
| 2º   | Llaneros                 | 27 | 16 | 7  | 6 | 3  | 19 | 10 | 9   |
| 3º   | Cúcuta Deportivo         | 27 | 16 | 7  | 6 | 3  | 22 | 15 | 7   |
| 4º   | Real Cartagena           | 27 | 16 | 7  | 6 | 3  | 20 | 15 | 5   |
| 5º   | Barranquilla F. C.       | 26 | 16 | 7  | 5 | 4  | 20 | 19 | 1   |
| 6º   | Leones                   | 24 | 16 | 7  | 3 | 6  | 28 | 23 | 5   |
| 7º   | Atlético de Cali         | 24 | 16 | 7  | 3 | 6  | 19 | 19 | 0   |
| 8º   | Boca Juniors de Cali     | 22 | 16 | 6  | 4 | 6  | 13 | 14 | −1  |
| 9º   | Patriotas Boyacá         | 21 | 16 | 6  | 3 | 7  | 19 | 19 | 0   |
| 10º  | Real Santander           | 21 | 16 | 5  | 6 | 5  | 18 | 19 | −1  |
| 11º  | Deportes Quindío         | 18 | 16 | 4  | 6 | 6  | 13 | 18 | −5  |
| 12º  | Cortuluá                 | 17 | 16 | 4  | 5 | 7  | 17 | 15 | 2   |
| 13º  | Bogotá F. C.             | 16 | 16 | 4  | 4 | 8  | 11 | 17 | −6  |
| 14º  | Orsomarso                | 15 | 16 | 4  | 3 | 9  | 11 | 20 | −9  |
| 15º  | Real Soacha Cundinamarca | 14 | 16 | 2  | 8 | 6  | 13 | 19 | −6  |
| 16º  | Tigres FC                | 9  | 16 | 2  | 3 | 11 | 12 | 28 | −16 |

|  | 0Classificados para o quadrangular semifinal do Torneo BetPlay II |

| Fonte: DIMAYOR (em castelhano) — Win Sports (em castelhano) — Soccerway (em português) |

### Quadrangular semifinal doTorneo BetPlay II
| Pos. | Equipes              | P  | J | V | E | D | GP | GC | SG |
| ---- | -------------------- | -- | - | - | - | - | -- | -- | -- |
| 1º   | Fortaleza CEIF       | 13 | 6 | 4 | 1 | 1 | 10 | 7  | 3  |
| 2º   | Leones               | 11 | 6 | 3 | 2 | 1 | 13 | 9  | 4  |
| 3º   | Boca Juniors de Cali | 5  | 6 | 1 | 2 | 3 | 9  | 11 | −2 |
| 4º   | Real Cartagena       | 4  | 6 | 1 | 1 | 4 | 5  | 10 | −5 |

|  | 0Classificado para a final do Torneo BetPlay II |

| Fonte: DIMAYOR (em castelhano) — Win Sports (em castelhano) — Soccerway (em português) |

| Pos. | Equipes            | P  | J | V | E | D | GP | GC | SG |
| ---- | ------------------ | -- | - | - | - | - | -- | -- | -- |
| 1º   | Cúcuta Deportivo   | 13 | 6 | 4 | 1 | 1 | 7  | 4  | 3  |
| 2º   | Llaneros           | 11 | 6 | 3 | 2 | 1 | 10 | 7  | 3  |
| 3º   | Barranquilla F. C. | 5  | 6 | 1 | 2 | 3 | 4  | 7  | −3 |
| 4º   | Atlético de Cali   | 3  | 5 | 0 | 3 | 3 | 4  | 7  | −3 |

|  | 0Classificado para a final do Torneo BetPlay II |

| Fonte: DIMAYOR (em castelhano) — Win Sports (em castelhano) — Soccerway (em português) |

### Final daTorneo BetPlay II
| Equipe 1       | Agregado | Equipe 2         | Jogo 1 | Jogo 2 |
| -------------- | -------- | ---------------- | ------ | ------ |
| Fortaleza CEIF | 2 — 1    | Cúcuta Deportivo | 0 — 1  | 2 — 0  |

| 14 de novembro | Cúcuta Deportivo | 1 — 0     | Fortaleza CEIF | Cúcuta                                              |  |
| 19:30 (UTC−5)  | Peralta 26'      | Relatório |                | Estádio: General Santander Árbitro: Nolberto Ararat |  |

| 17 de novembro | Fortaleza CEIF         | 2 — 0     | Cúcuta Deportivo | Bogotá                                               |  |
| 19:30 (UTC−5)  | Blanco 19' · Cuero 69' | Relatório |                  | Estádio: Metropolitano de Techo Árbitro: Diego Ulloa |  |

### Premiação doTorneo BetPlay II
| Torneo BetPlay DIMAYOR II de 2023                             |
| ------------------------------------------------------------- |
| Fortaleza CEIF Campeão Classificado para a final da temporada |

## Grande Final doTorneo BetPlay 2023
| Equipe 1         | Agregado | Equipe 2       | Jogo 1 | Jogo 2 |
| ---------------- | -------- | -------------- | ------ | ------ |
| Patriotas Boyacá | 3—2      | Fortaleza CEIF | 3—1    | 0—1    |

| 22 de novembro | Patriotas Boyacá                             | 3 — 1     | Fortaleza CEIF | Tunja                                             |  |
| 19:30 (UTC−5)  | De Las Salas 19' · Córdoba 79' · Alarcón 86' | Relatório | Rodríguez 43'  | Estádio: La Independencia Árbitro: David Espinosa |  |

| 28 de novembro | Fortaleza CEIF | 1 — 0     | Patriotas Boyacá | Bogotá                                                |  |
| 19:30 (UTC−5)  | Navarro 17'    | Relatório |                  | Estádio: Metropolitano de Techo Árbitro: Luis Delgado |  |

## Premiação
| Torneo BetPlay DIMAYOR de 2023                   |
| ------------------------------------------------ |
| Patriotas Campeão (1° título da segunda divisão) |

## Tabela Acumulada da Temporada
| Pos | Equipe                   | Pts | J  | V  | E  | D  | GP | GC | SG  | Classificação                            |
| --- | ------------------------ | --- | -- | -- | -- | -- | -- | -- | --- | ---------------------------------------- |
| 1   | Fortaleza CEIF (P)       | 95  | 48 | 28 | 11 | 9  | 69 | 38 | +31 | Vice-campeão e primeiro lugar assegurado |
| 2   | Llaneros                 | 84  | 46 | 23 | 15 | 8  | 56 | 33 | +23 |                                          |
| 3   | Cúcuta Deportivo         | 79  | 46 | 20 | 19 | 7  | 59 | 41 | +18 |                                          |
| 4   | Patriotas (P)            | 66  | 42 | 17 | 15 | 10 | 49 | 32 | +17 | Campeão                                  |
| 5   | Real Cartagena           | 62  | 44 | 16 | 14 | 14 | 54 | 54 | 0   |                                          |
| 6   | Leones                   | 53  | 38 | 14 | 11 | 13 | 67 | 60 | +7  |                                          |
| 7   | Cortuluá                 | 50  | 38 | 12 | 14 | 12 | 43 | 38 | +5  |                                          |
| 8   | Deportes Quindío         | 49  | 38 | 12 | 13 | 13 | 35 | 42 | −7  |                                          |
| 9   | Barranquilla F. C.       | 48  | 38 | 13 | 9  | 16 | 42 | 50 | −8  |                                          |
| 10  | Real Santander           | 41  | 32 | 10 | 11 | 11 | 31 | 31 | 0   |                                          |
| 11  | Real Soacha Cundinamarca | 41  | 38 | 8  | 17 | 13 | 36 | 46 | −10 |                                          |
| 12  | Boca Juniors de Cali     | 39  | 38 | 9  | 12 | 17 | 36 | 47 | −11 |                                          |
| 13  | Atlético de Cali         | 37  | 38 | 8  | 13 | 17 | 39 | 56 | −17 |                                          |
| 14  | Bogotá F. C.             | 33  | 32 | 8  | 9  | 15 | 23 | 33 | −10 |                                          |
| 15  | Orsomarso                | 32  | 32 | 9  | 5  | 18 | 23 | 40 | −17 |                                          |
| 16  | Tigres                   | 24  | 32 | 6  | 6  | 20 | 19 | 41 | −22 |                                          |

## Promovidos
| Clube          | Promovido como                                                 |
| -------------- | -------------------------------------------------------------- |
| Patriotas      | Campeão                                                        |
| Fortaleza CEIF | Vice-campeão e primeiro lugar da Tabela Acumulada da Temporada |